# Friedhof Wostrjakowo

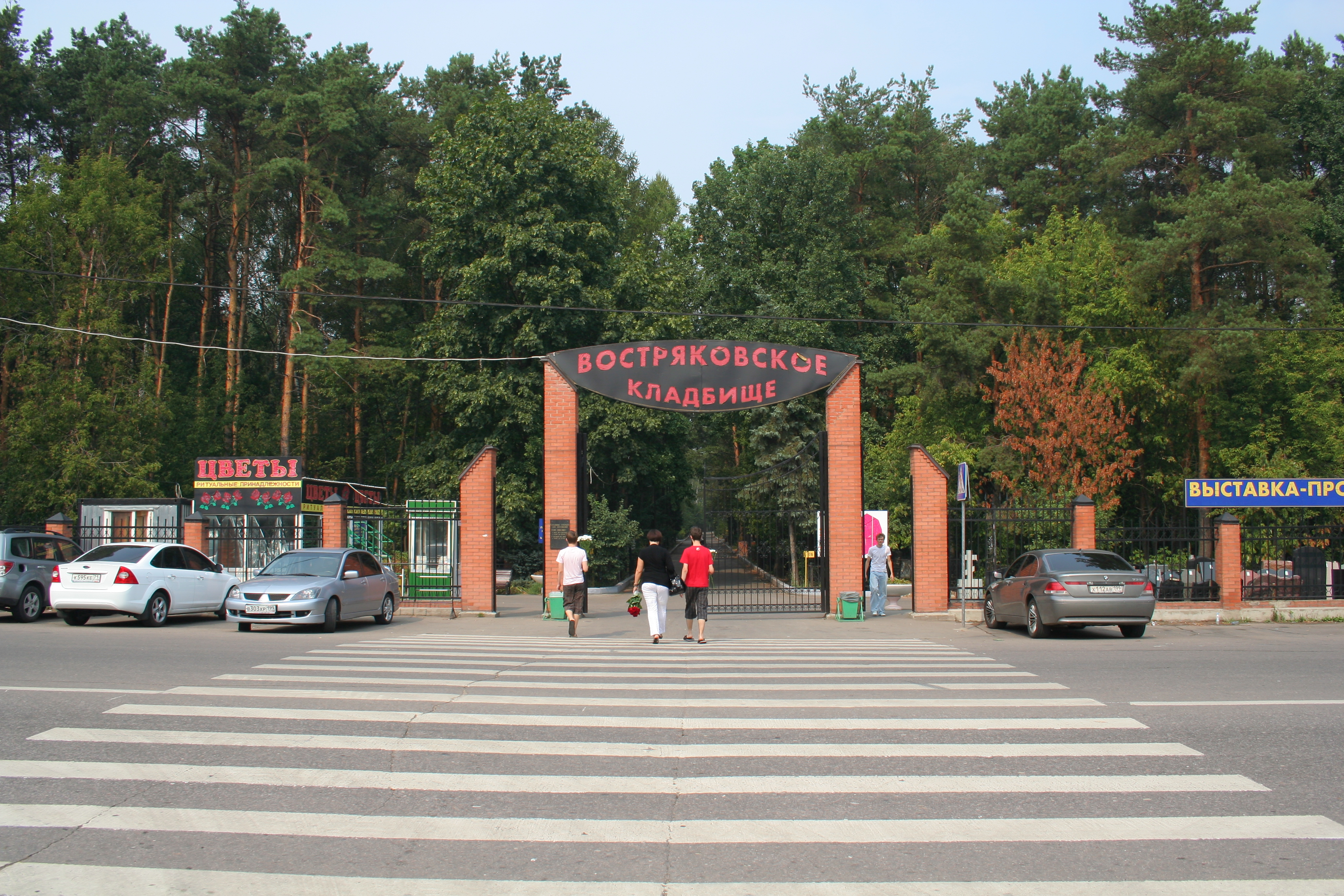
Zentrales Eingangstor zum nördlichen Teil

Der Friedhof Wostrjakowo (russisch Востряковское кладбище) ist ein städtischer Friedhof am südwestlichen Stadtrand von Moskau (Russland).

## Beschreibung
Der Friedhof Wostrjakowo liegt im Stadtteil Troparjowo-Nikulino des Westlichen Verwaltungsbezirks von Moskau und gehört zu den zur Sowjetzeit angelegten Großfriedhöfen Moskaus. Er wurde 1932 gegründet und nach dem inzwischen nicht mehr existenten Dorf Wostrjakowo benannt. Mit der Erweiterung der Stadtgrenzen Moskaus bis hin zum Äußeren Autobahnring im Jahre 1960 wurde das Gebiet des ehemaligen Dorfes Wostrjakowo und somit auch des Friedhofs nach Moskau eingemeindet. Zur gleichen Zeit wurde das Territorium der Nekropole auf die heutige Fläche von 83,57 Hektar und bis unmittelbar an den Autobahnring heran erweitert.
Das heutige Territorium des Friedhofs gliedert sich in zwei Teile, die durch die Straße „Borowsker Chaussee“ voneinander getrennt sind und deswegen jeweils über separate Eingangstore verfügen. Der nördliche Teil weist eine Fläche von 25,85 Hektar auf, der südlich davon gelegene sogenannte zentrale Friedhof ist 57,06 Hektar groß. Auf dem letzteren ist die Friedhofsverwaltung ansässig. Zudem gibt es dort eine Ende der 1990er-Jahre erbaute und Johannes dem Täufer geweihte orthodoxe Kirche, die als Friedhofskapelle für Totenmessen genutzt wird. Mehrere Abschnitte des zentralen Friedhofs einschließlich des Hauptweges beinhalten jüdische Begräbnisse, weswegen es auf dem Friedhof auch eine Synagoge gibt.

## Gräber prominenter Personen

Grab von Nikolai Sologubow

- Nikolai Bobrinski (1890–1964), Zoologe
- Jelena Bonner (1923–2011), Menschenrechtlerin und Politikerin, Ehefrau Andrei Sacharows
- Natalija Iljina (1914–1994), Journalistin, Literaturkritikerin und Satirikerin
- Sergei Kapustin (1953–1995), Eishockeyspieler
- Gawriil Katschalin (1911–1995), Fußballspieler und -trainer
- Tatjana Lukaschewitsch (1905–1972), Filmregisseurin und Drehbuchautorin
- Wolf Messing (1899–1974), Hellseher und Hypnotiseur
- Grigori Nowak (1919–1980), Gewichtheber
- Lew Rasgon (1908–1999), Schriftsteller und Menschenrechtler
- Alexander Roschal (1936–2007), Schachjournalist
- Andrei Sacharow (1921–1989), Kernphysiker, Menschenrechtler und Friedensnobelpreisträger
- Iossif Schklowski (1916–1985), Astronom und Astrophysiker
- Juri Sewidow (1942–2010), Fußballspieler und -trainer
- Tatjana Slatkowskaja (1918–1981), Altertumswissenschaftlerin
- Nikolai Sologubow (1924–1988), Eishockeyspieler
- Iwan Tregubow (1930–1992), Eishockeyspieler
- Marija Turowa-Poljak (1899–1965), Chemikerin und Hochschullehrerin
- Dmitri Ukolow (1929–1992), Eishockeyspieler
- Arkadi Wainer (1931–2005), Kriminalschriftsteller